# Portorož
Portorož (talijanski Portorose - ružina luka) je gradić na slovenskom primorju u Republici Sloveniji s otprilike 2 849 stanovnika.  Leži u Piranskom zaljevu, administrativno podpada pod obližnju općinu Piran. Portorož je izrazito turističko naselje s brojnim hotelima, marinom, i malom međunarodnom zračnom lukom (IATA: POW, ICAO: LJPZ). 
U blizini grada nalaze se nekad poznate Sečovljaske solane.                                            

### Povijest
Tragovi naseljenosti postoje već od rimskih vremena, - arheološki nalazi manjeg pristaništa i ribogojilišta u moru, kod današnje Srednje pomorske škole. U široj okolici mjesta postoje tragovi villae rusticae.
Nakon Rima, pada Istra (i Portorož) pod Bizantsko carstvo godine 538./589. Zatim od godine 568. slijede stalni napadi Longobarda, Germana i Slavena, na ovaj kraj. Tako je čitavo ovo područje doživjelo veliko civilizacijsko nazadovanje u VII st. Nakon toga ustoličila se ranofeudalna vlast lokalnih grofova. Na zapadnoj obali Istre su se naselja pokušala osloboditi vrlo krute feudalne vlasti, te su se počela povezivati s obližnjom Venecijom, koja je već počela bivati gospodaricom Jadrana i velesila u Sredozemlju.
Dolazak venecijanske vlasti, pogodovao je prodoru crkvenih redova u Istru, tako su benediktinci imali četiri samostana u Piranskom zaljevu već u XII st. U samom Portorožu izgrađena je velika crkva sv. Marije od Rozarija, koja je po nekim izvorima izgrađena u XIII st. (1251.), po njoj je i naselje dobilo latinsko ime Portus sanctae Mariae de Rosae, a kraćenjem je došlo do imena Portorose.
Naselje je do XIX st. živilo kao malo težačko - ribarsko naselje uz obližnje solane. 
Od XIX st.  počinje razvoj kupališnog turizma u Portorožu, 1891. osnovano je društvo Società stabilimento balneare di Pirano (Kupalište Piran), koje je izgradilo kupalište i prvi hotel Allo Stabilimento Balneare (koji je kasnije preimenovan u Hotel Portorose), nakon toga počela je izgradnja brojnih drugih turističkih objekata.

## Vanjske poveznice
- Službene stranice grada